# 廃淑儀文氏
廃淑儀 文氏（はいしゅくぎ ぶんし、ペスギ ムンシ、폐숙의 문씨、生年不詳 - 1776年9月11日）は、李氏朝鮮第21代国王英祖の側室。本貫は南平文氏。文女（문녀）と呼称されていることが多い。

## 生涯
初期の記録は未だに分かっていない。文氏は元々、英祖の長男の孝章世子の妃賢嬪趙氏付きの女官であった。
1751年に賢嬪趙氏が没すると、国王英祖は趙氏の忘れ形見である女官の文氏を寵愛するようになる。翌年に長女の和寧翁主を産むと、1753年に昭媛の位に封じられた。1754年には次女の和吉翁主を出産。
英祖の次男荘献世子とは政敵となり、世子を陥れるために老論派らと共に荘献世子の非行を奏上した。領議政を歴任した金尙魯などと結託し、荘献世子の死に関与したことから荘献世子の遺児正祖から恨まれた。1771年に従2品の淑儀の位に封じられる。英祖は生前に文氏の悪行に気付かず、1776年に崩御。
英祖崩御後の1776年5月、正祖によって淑儀の位を剥奪された末に宮殿を追われた。兄の文聖國は官職を失い、文氏の母は済州島に流刑された。
1776年9月11日に英祖の喪が明けると、文氏は正祖から賜薬により処刑された。文氏の死後、唯一生き長らえた和寧翁主は正祖から縁故を理由に処罰されることはなかった。
1781年に沈能建が文氏の生前の邸宅を売却した事で官職を剥奪されている。

## 家族
- 父：不詳
- 母：不詳
- 兄：文聖國（生没年不詳）
- 夫：英祖

### 子女
- 長女：和寧翁主（朝鮮語版）（1752年 - 1821年）
  - 婿：靑城尉 沈能建（1752年 - 1817年）
- 次女：和吉翁主（朝鮮語版）（1754年 - 1772年）
  - 婿：綾城尉 具敏和（生年不詳 - 1800年）

## 登場作品
映画
- 王の運命 -歴史を変えた八日間-（2015年、配役: パク・ソダム）

テレビドラマ
- 朝鮮王朝五百年 閑中録（MBC、1988年、日本未公開、配役: キム・ヘソン）
- 大王の道（MBC、1998年、配役: ユンソナ）
- 秘密の扉（SBS、2014年、配役: イ・ソル）
- 赤い袖先（MBC、2021年、配役：コ・ハ）